# Saipanetta mckenziei
Saipanetta mckenziei is een mosselkreeftjessoort uit de familie van de Saipanettidae. De wetenschappelijke naam van de soort is voor het eerst geldig gepubliceerd in 1975 door Teeter.